# Oliveira (Póvoa de Lanhoso)
Oliveira é uma povoação portuguesa do Município de Póvoa de Lanhoso que foi sede da extinta Freguesia de Oliveira, freguesia que tinha 4,58 km² de área e 397 habitantes (2011), e, por isso, uma densidade populacional de 86,7 hab/km².
A Freguesia de Oliveira foi extinta (agregada) pela última Reorganização administrativa do território das freguesias, de acordo com a Lei nº 11-A/2013 de 28 de Janeiro, tendo o seu território sido agregado ao da Freguesia de Fonte Arcada para constituir a União de Freguesias de Fonte Arcada e Oliveira com sede em Fonte Arcada.

## População
| População da freguesia de Oliveira (1864 – 2011) | População da freguesia de Oliveira (1864 – 2011) | População da freguesia de Oliveira (1864 – 2011) | População da freguesia de Oliveira (1864 – 2011) | População da freguesia de Oliveira (1864 – 2011) | População da freguesia de Oliveira (1864 – 2011) | População da freguesia de Oliveira (1864 – 2011) | População da freguesia de Oliveira (1864 – 2011) | População da freguesia de Oliveira (1864 – 2011) | População da freguesia de Oliveira (1864 – 2011) | População da freguesia de Oliveira (1864 – 2011) | População da freguesia de Oliveira (1864 – 2011) | População da freguesia de Oliveira (1864 – 2011) | População da freguesia de Oliveira (1864 – 2011) | População da freguesia de Oliveira (1864 – 2011) |
| ------------------------------------------------ | ------------------------------------------------ | ------------------------------------------------ | ------------------------------------------------ | ------------------------------------------------ | ------------------------------------------------ | ------------------------------------------------ | ------------------------------------------------ | ------------------------------------------------ | ------------------------------------------------ | ------------------------------------------------ | ------------------------------------------------ | ------------------------------------------------ | ------------------------------------------------ | ------------------------------------------------ |
| 1864                                             | 1878                                             | 1890                                             | 1900                                             | 1911                                             | 1920                                             | 1930                                             | 1940                                             | 1950                                             | 1960                                             | 1970                                             | 1981                                             | 1991                                             | 2001                                             | 2011                                             |
| 593                                              | 497                                              | 511                                              | 511                                              | 520                                              | 525                                              | 545                                              | 585                                              | 605                                              | 560                                              | 473                                              | 495                                              | 475                                              | 468                                              | 397                                              |